# 1273
| [ Edytuj tabelę ]                          |                                                                        |
| Książę Małopolski                          | - 1243 Bolesław V Wstydliwy 1279                                       |
| Książę Wielkopolski                        | - 1239 Bolesław Pobożny 1279 - 1273 Przemysł II 1296                   |
| Król Albanii                               | - 1272 Karol I 1285                                                    |
| Król Angkoru                               | - 1244 Dżajawarman VIII 1295                                           |
| Król Anglii                                | - 1272 Edward I 1307                                                   |
| Król Aragonii i Walencji, hrabia Barcelony | - 1213 Jakub I Zdobywca 1276                                           |
| Margrabia Brandenburgii                    | - 1267 Konrad 1304 - 1267 Jan II 1281 - 1267 Otto IV 1308              |
| Książę Burgundii                           | - 1272 Robert II 1306                                                  |
| Książę Dolnej Bawarii                      | - 1253 Henryk XIII 1290                                                |
| Książę Górnej Bawarii                      | - 1253 Ludwik II 1294                                                  |
| Cesarz Bizancjum                           | - 1261 Michał VIII Paleolog 1282                                       |
| Car Bułgarii                               | - 1257 Konstantyn Asen Tich 1277                                       |
| Cesarz Chin                                | - 1264 Song Duzong 1274                                                |
| Król Cypru                                 | - 1267 Hugo III 1284                                                   |
| Król Czech                                 | - 1253 Przemysł Ottokar II 1278                                        |
| Król Danii                                 | - 1259 Eryk Glipping 1286                                              |
| Władca Egiptu                              | - 1260 Bajbars 1277                                                    |
| Cesarz Etiopii                             | - 1270 Jykuno Amlak 1285                                               |
| Król Francji                               | - 1270 Filip III Śmiały 1285                                           |
| Król Gruzji                                | - 1271 Dymitr II Ofiarny 1289                                          |
| Hrabia Holandii                            | - 1256 Floris V 1296                                                   |
| Cesarz Japonii                             | - 1259 Kameyama 1274                                                   |
| Kalif                                      | - 1262 Al-Hakim bi-Amr Allah 1302                                      |
| Król Kastylii i Leónu                      | - 1252 Alfons X Mądry 1284                                             |
| Patriarcha Konstantynopola                 | - 1267 Józef I Galezjota 1275                                          |
| Władca Korei                               | - 1259 Wonjong 1274                                                    |
| Wielki książę litewski                     | - 1269 Trojden 1282                                                    |
| Sułtan Maroka                              | - 1259 Abu Jusuf Jakub 1286                                            |
| Król Nawarry                               | - 1270 Henryk III Gruby 1274                                           |
| Król Norwegii                              | - 1263 Magnus VI Prawodawca 1280                                       |
| Hrabia Palatynatu                          | - 1253 Ludwik II Bawarski 1294                                         |
| Papież                                     | - 1271 Grzegorz X 1276                                                 |
| Król Portugalii                            | - 1248 Alfons III 1279                                                 |
| Sułtan Rumu                                | - 1265 Kaj Chusrau III 1282                                            |
| Książę Rusi halickiej                      | - 1270 Lew I 1300                                                      |
| Cesarz Rzymski (niemiecki)                 | - 1257 Alfons z Kastylii 1284 - 1273 Rudolf I Habsburg 1291            |
| Książę Saksonii                            | - 1260 Albrecht II 1298                                                |
| Król Serbii                                | - 1243 Stefan Urosz I 1276                                             |
| Król Singasari                             | - 1268 Kertanagara 1292                                                |
| Król Szkocji                               | - 1249 Aleksander III 1286                                             |
| Król Szwecji                               | - 1250 Waldemar Birgersson 1275                                        |
| Doża Wenecji                               | - 1268 Lorenzo Tiepolo 1275                                            |
| Król Węgier                                | - 1272 Władysław IV Kumańczyk 1290                                     |
| Wielki mistrz zakonu krzyżackiego          | - 1256 Anno von Sangershausen 1273 - 1273 Hartmann von Heldrungen 1282 |

Rok 1273 / MCCLXXIII
stulecia: XII wiek ~
XIII wiek ~
XIV wiek

lata: 1263 «
1268 «
1269 «
1270 «
1271 «
1272 «
1273
» 1274
» 1275
» 1276
» 1277
» 1278
» 1283

## Wydarzenia w Polsce
- 2 czerwca – książę krakowski Bolesław V Wstydliwy pokonał oddziały śląskie w bitwie pod Bogucinem.
- miał miejsce najazd litewski na Lubelskie[1].
- Przemysł II, praktykując u boku stryja Bolesława Pobożnego, mając lat 16, obległ opanowany przez Niemców Santok, wziął go szturmem i kazał wyciąć w pień całą załogę.
- Wolbórz otrzymał prawa miejskie.

## Wydarzenia na świecie
- 29 września – w obawie przed potęgą królestwa Czech, Niemcy na zjeździe we Ratyzbonie obrali na swego króla Rudolfa I Habsburga; wybór ten zakończył, trwające ćwierć wieku, „Wielkie Bezkrólewie”.
- 24 października – Rudolf I Habsburg koronował się w Akwizgranie na króla Niemiec.
- 18 grudnia – włoskie miasto Potenza zostało zniszczone przez trzęsienie ziemi.
- II powstanie pruskie - w walce z Krzyżakami polegli przywódca pruskiego plemienia Natangów, Monte, i przywódca Warmów, Glape.

## Urodzili się
- 24 listopada – Alfons Plantagenet, książę Anglii, syn Edwarda I Plantageneta (zm. 1284)

## Zmarli
- 6 sierpnia – Konrad I, książę głogowski (ur. między 1222 a 1231)
- 17 grudnia – Dżalaluddin Rumi, największy perski poeta-mistyk (ur. 1207)
- data dzienna nieznana:
  - Muhammad I, emir emiratu Grenady, założyciel dynastii Nasrydów (ur. ?)